# 국도 제8호선 (라오스)

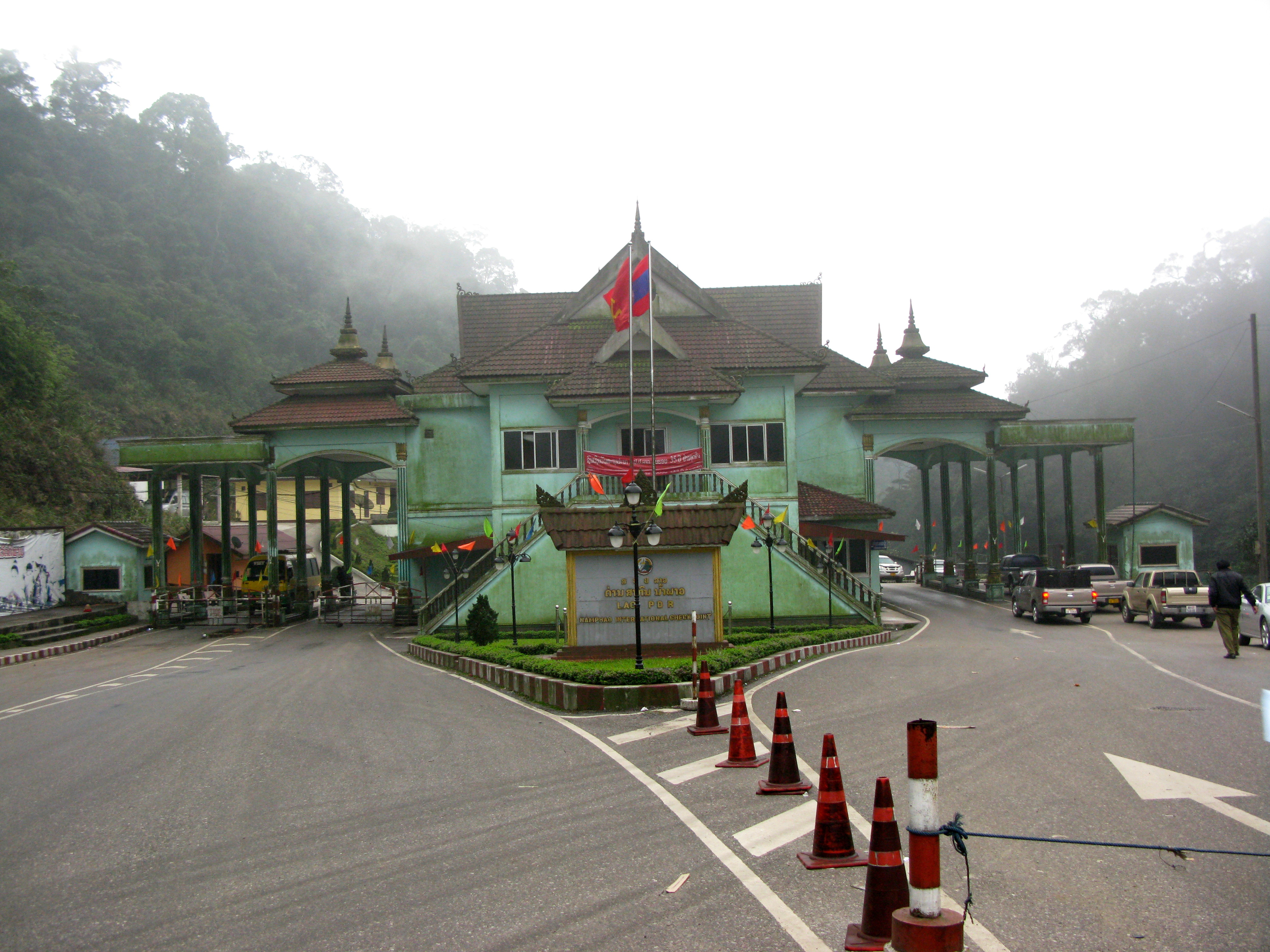
라오스의 한 국경 검문소 전경.

국도 제8호선(베트남어: Quốc lộ 8, 중국어: 8號公路)은 볼리캄사이주를 이어주는 라오스의 일반 국도로, 총 연장 132km로 이루어져 있다. 그러나 해당 도로는 아시안 하이웨이 15호선()의 일부분으로 구성되어 있다. 그 외에도 본 도로의 서쪽에서는 국도 제13호선과도 만나게 되며, 통과하는 도로는 같은 숫자의 번호를 가진 베트남의 국도와도 직접 만나게 되는 특이한 도로이기도 하다.